# Schräge Musik

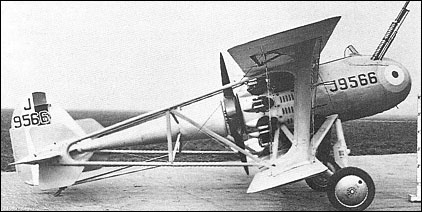
Um Vickers Type 161. Note a posição das metralhadoras.

Schräge Musik foi uma tática alemã usada por caças noturnos para abater bombardeiros voando por baixo destes, já que geralmente não há armamento na "barriga" dos aviões. Consiste em elevar as metralhadoras/canhões em cerca de 45º graus. A expressão significa em alemão algo como "música oblíqua/torta". Foi criada na Primeira Guerra Mundial e usada também pelos japoneses contra os americanos. O Bf 110 se tornou uma lenda abatendo bombardeiros ingleses, já que estes não tinham torretas na "barriga" sobre os centros industriais alemães.